# Matt Keeslar
Matt Keeslar (Grand Rapids, Michigan, 15 de outubro de 1972) é um ator estadunidense, mais conhecido por seus papéis nas minisséries Dune e Rose Red, e no filme Scream 3.

## Filmografia

### Televisão
- 2008 The MiddleMan como MiddleMan
- 2006 Numb3rs como Agt. Raymond
- 2006 Law & Order: Criminal Intent como Willie Kirk
- 2006 Masters of Horror como David Fuller
- 2006 Ghost Whisperer como Dennis McMartin
- 2005 The Inside como Roddy Davis
- 2002 Rose Red como Steven Rimbauer
- 2000 Dune como Feyd-Rautha Harkonnen
- 1998 Law & Order como Dennis Pollock

### Cinema
- 2007 Jekyll como Henry Jekyll
- 2006 The Thirst como Maxx
- 2006 Art School Confidential como Jonah
- 2006 Cold Storage como Daric
- 2005 In Memory of My Father como Matt
- 2001 Texas Rangers como Suh Suh Sam
- 2001 Thank Heaven como Jack Sellers
- 2000 Scream 3 como Tom Prinze
- 2000 Urbania como Chris
- 2000 Psycho Beach Party como Lars/Larry
- 1999 Splendor como Zed
- 1998 The Last Days of Disco como Josh Neff
- 1998 Sour Grapes como Danny Pepper
- 1997 Mr. Magoo como Waldo Magoo
- 1997 The Deli como Andy
- 1996 Waiting for Guffman como Johnny Savage
- 1996 The Stupids como Ten. Neal
- 1995 The Run of the Country como Danny
- 1994 Safe Passage como Percival Singer